# Distretto di Göynük
Il distretto di Göynük (in turco Göynük ilçesi) è uno dei distretti della provincia di Bolu, in Turchia.